# Муньос, Николас
Николас Армандо Муньос Джарвис (исп. Nicolás Armando Muñoz Jarvis; 21 декабря 1981, Панама, Панама) — панамский футболист, нападающий. Выступал за сборную Панамы.

## Клубная карьера
Муньос начал профессиональную карьеру в клубе «Спортинг 89». В 2002 году он перешёл в сальвадорский «Арабе Унидо» и в первом же сезоне выиграл сальвадорскую Примеру. Вторую половину года Николас провёл в колумбийском «Энвигадо», а затем вновь вернулся в Сальвадор. Его новой командой стала «Чалатенанго», в составе которой он стал лучшим бомбардиром чемпионата. В 2005 году Муньос перешёл в ФАС, которому в том же году помог стать чемпионом Сальвадора. По окончании сезона он вновь вернулся в «Чалатенанго» и вновь выиграл чемпионат.
В том же году Муньос несколько месяцев выступал за родной «Спортинг 89», а затем вновь уехал в Сальвадор. В составе нового клуба «Агила» он во второй раз стал лучшим снайпером Премьеры и в третий раз стал чемпионом. В 2008 году Николас немного поиграл за «Альянсу» из Сан-Сальвадора, а затем перешёл в «Виста Эрмоса». В новом клубе он забил 20 мячей в 37 матчах и в третий раз стал лучшим бомбардиром Сальвадора. Первую половину 2010 года Муньос провёл в «Агиле», а затем вернулся на родину в «Арабе Унидо», которому помог выиграть первенство Панамы. После полугодового перерыва он вновь вернулся в «Агилу». В 2011 году Николас в очередной раз завоевал титул лучшего снайпера Примеры.
В 2012 году Муньос подписал контракт с «Исидро Метапан». 15 июля в матче против «Санта Текла» он дебютировал за новую команду. В этом же поединке он забил свой первый гол за клуб. 25 октября 2013 года в матче Кубка чемпионов КОНКАКАФ против американского «Лос-Анджелес Гэлакси» Николас сделал «покер», забив все голы в игре. С шестью мячами он стал лучшим бомбардиром турнира. С «Исидро» Муньос ещё трижды выиграл чемпионат и дважды стал его лучшим бомбардиром.

## Международная карьера
В 2006 году Муньос дебютировал за сборную Панамы. В 2007 году в составе национальной команды он поехал на Золотой кубок КОНКАКАФ в США. На турнире Николас сыграл в матчах против сборных Гондураса и США.
В 2009 году Муньос во второй раз принял участие в розыгрыше Золотого кубка КОНКАКАФ. На этот раз он был запасным и на турнире не сыграл ни минуты. 15 ноября 2014 года в товарищеском матче против сборной Сальвадора Николас забил гол.

## Достижения
Командные
 «Арабе Унидо»
- Чемпионат Панамы по футболу — Апертура 2002
- Чемпионат Панамы по футболу — Клаусура 2010

 ФАС
- Чемпионат Сальвадора по футболу — Клаусура 2005

 «Агила»
- Чемпионат Сальвадора по футболу — Клаусура 2006

 «Исидро Метапан»
- Чемпионат Сальвадора по футболу — Апертура 2012
- Чемпионат Сальвадора по футболу — Апертура 2013
- Чемпионат Сальвадора по футболу — Апертура 2014

Индивидуальные
- Лучший бомбардир Чемпионата Сальвадора — Апертура 2004
- Лучший бомбардир Чемпионата Сальвадора — Клаусура 2007
- Лучший бомбардир Чемпионата Сальвадора — Апертура 2009
- Лучший бомбардир Чемпионата Сальвадора — Клаусура 2009
- Лучший бомбардир Чемпионата Сальвадора — Апертура 2011
- Лучший бомбардир Чемпионата Сальвадора — Клаусура 2012
- Лучший бомбардир Чемпионата Сальвадора — Апертура 2012
- Лучший бомбардир Чемпионата Сальвадора — Апертура 2014
- Лучший бомбардир Кубка чемпионов КОНКАКАФ — 2012/2013